# Sankowszczyzna
Sankowszczyzna (biał. Санкоўшчына, ros. Санковщина) – wieś na Białorusi, w obwodzie grodzieńskim, w rejonie grodzieńskim, w sielsowiecie Wiercieliszki.